# Дакота (народ)
Дако́та (англ. Dakota, [Daˈkˣota]) — группа индейских племён в Канаде и США. Дакота составляют два из трёх подразделений народа сиу и делятся на восточных и западных. В состав восточных дакота или санти входит четыре племени: вахпекуте, вахпетоны, мдевакантоны и сиссетоны. Западные дакота состоят из двух племён: янктонаи и янктоны. 
К началу Индейских войн все дакота проживали на территории Соединённых Штатов, но во второй половине XIX века часть из них мигрировала в Канаду из-за вооружённых столкновений и преследования американской армии.

## Название
Слово дакота на одноимённом языке означает «друг» или «союзник». Сами себя дакота называют икче вичашта (Ikčé Wičhášta) или дакота ойате (Dakhóta Oyáte).

## Группы и племена

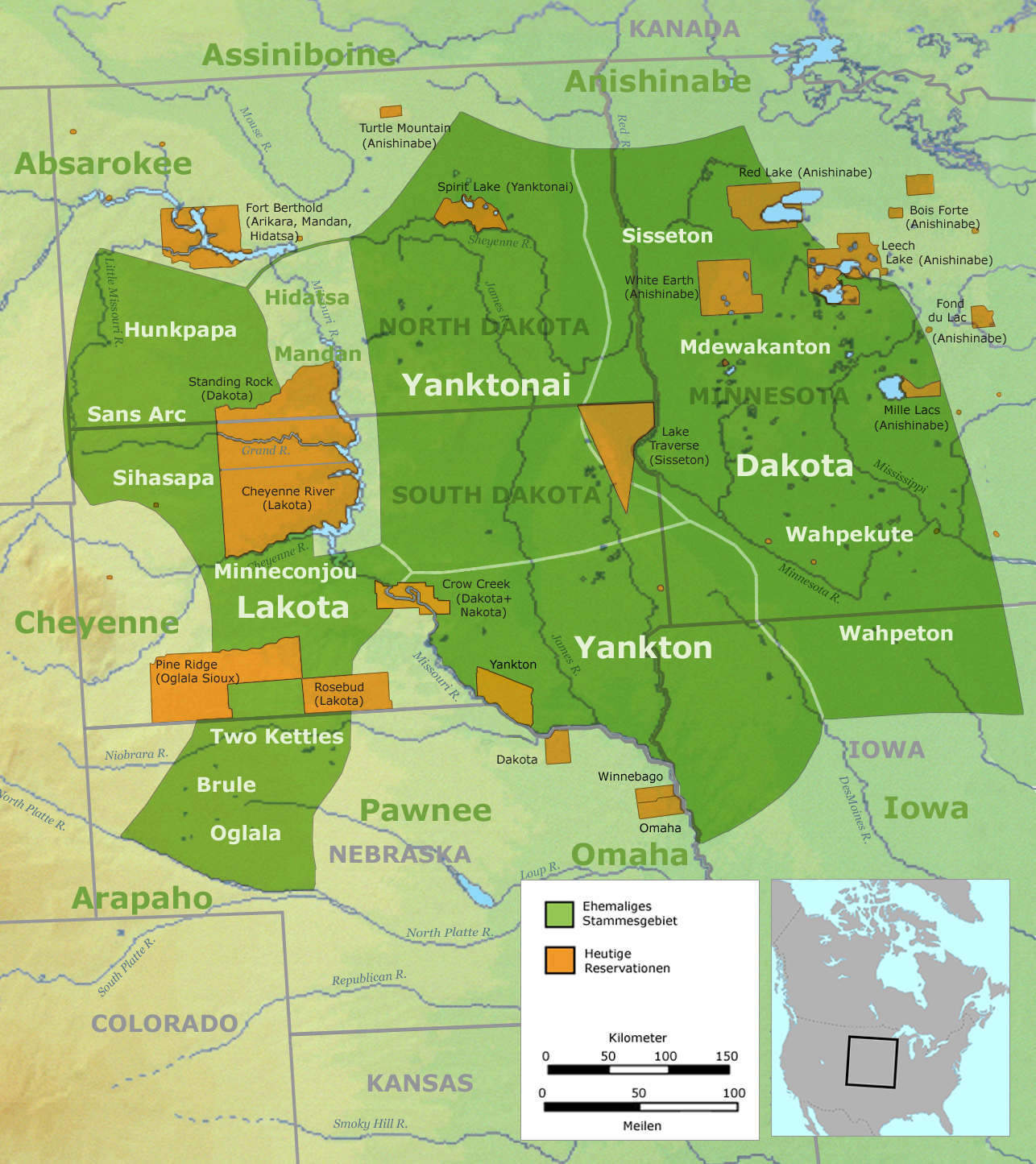
Историческая область расселения дакота и соседних племён

Восточные и западные дакота — два из трёх подразделений, принадлежащих к индейскому народу сиу, третье подразделение — лакота или западные сиу. Все племена сиу говорят на близкородственных диалектах языка сиу, которые до сих пор относительно понятны друг другу. 
В состав дакота входят следующие группы и племена:
- Санти или восточные дакота[2]:
  - Мдевакантоны (Mdéwakháŋthuŋwaŋ)
  - Вахпетоны (Waĥpéthuŋwaŋ)
  - Сиссетоны (Sisíthuŋwaŋ)
  - Вахпекуте (Waĥpékhute)
- Западные дакота:
  - Янктонаи (Iháŋkthuŋwaŋna)
    - Верхние янктонаи
    - Нижние янктонаи

  - Янктоны (Iháŋkthuŋwaŋ)

## Резервации дакота
Современные дакота проживают в основном в нескольких резервациях, разбросанных по территориям США и Канады.

### США
| Название резервации | Год образования | Этнос                                                 | Численность населения (2020) | Площадь (км²) | Расположение                   |
| ------------------- | --------------- | ----------------------------------------------------- | ---------------------------- | ------------- | ------------------------------ |
| Аппер-Су            | 1938            | мдевакантоны, вахпетоны, сиссетоны                    | 120                          | 6,07          | Миннесота                      |
| Кроу-Крик           | 1863            | мдевакантоны, нижние янктонаи                         | 2054                         | 1194,915      | Южная Дакота                   |
| Лейк-Траверс        | 1867            | сиссетоны, вахпетоны                                  | 11043                        | 3907,473      | Южная Дакота и Северная Дакота |
| Лоуэр-Су            | 1851            | мдевакантоны, вахпекуте                               | 534                          | 7,08          | Миннесота                      |
| Прейри-Айленд       | 1886            | мдевакантоны                                          | 310                          | 13,82         | Миннесота                      |
| Санти               | 1866            | мдевакантоны, вахпекуте                               | 974                          | 477,9         | Небраска                       |
| Спирит-Лейк         | 1867            | сиссетоны, вахпетоны, верхние янктонаи                | 4465                         | 1283,777      | Северная Дакота                |
| Стэндинг-Рок        | 1889            | нижние янктонаи, верхние янктонаи, сихасапа, хункпапа | 7819                         | 9486,077      | Южная Дакота и Северная Дакота |
| Фландру             | 1934            | мдевакантоны, вахпекуте                               | 415                          | 9,059         | Южная Дакота                   |
| Форт-Пек            | 1878            | ассинибойны, янктонаи, сиссетоны, вахпетоны, хункпапа | 9988                         | 8552,869      | Монтана                        |
| Шакопи              | 1886            | мдевакантоны                                          | 779                          | 20,94         | Миннесота                      |
| Янктон              | 1858            | янктоны                                               | 6588                         | 1772,933      | Южная Дакота                   |

### Канада
В Канаде дакота проживают в нескольких небольших резервациях, расположенных в южных частях Манитобы и Саскачевана.